# Tomislav Ivančić
Tomislav Ivančić (Davor, 1938. november 30. – 2017. február 17.), horvát katolikus pap, filozófus, teológus, teológiai író, műfordító, egyetemi tanár, a Zágrábi Egyetem megválasztott rektora.

## Élete
Középiskolai tanulmányait 1958-ban fejezte be Zágrábban, majd a Zágrábi Egyetem Katolikus Teológiai Karán tanult filozófiát és teológiát. Ezután Rómában a Pápai Gergely Egyetemen tanult és diplomázott, ahol 1971-ben doktorált. 1966-ban szentelték pappá. 1971-től a Katolikus Teológiai Kar Fundamentális Teológia Tanszékének munkatársa. 1976-ban adjunktussá választották, 1999-től rendes professzor. Tanított még az Egyházzenei Intézetben és a KBF Világiak Teológiai Kulturális Intézetében, a Jézus Társaság Filozófiai Karán és a Zágrábi Egyetem Villamosmérnöki és Számítástechnikai Karán.
1983-ban a zágrábi káptalan kanonokja, 1984-ben csázmai főesperes lett. 1984-ig lelkipásztori munkát is végzett a zágrábi Szent Vince-templomban, később pedig a zágrábi székesegyházban. A hazai és külföldi pedagógiai, teológiai és evangelizációs tanfolyamok, összejövetelek szervezése terén 1971 óta megszerzett tapasztalatai alapján 1990-ben megalapította a Lelki Segélyközpontot, melynek munkájában a hagioterápia módszerét alkalmazza. 1998 és 2001 között a Katolikus Teológiai Kar dékáni feladatát látta el. 2001. szeptember 18-án az egyetem rektorává választották, melyről betegsége miatt rövid idő után lemondott anélkül, hogy a rektori posztot elfoglalta volna. A lemondást az egyetem szenátusa 2001. december 20-án elfogadta. 2004. február 9-én II. János Pál pápa a Nemzetközi Teológiai Bizottság tagjává nevezte ki, amelynek elnöke volt. XVI. Benedek pápa a Hittani Kongregáció prefektusává nevezte ki. Ivančić a Horvátországban nagyon népszerű „Uram, taníts meg minket imádkozni” című rádióműsor szerzője és műsorvezetője volt, amelyet a tanév folyamán sugároznak. 2017. február 17-én halt meg Zágrábban.

## Tudományos munkássága
Vendégoktatóként számos hazai és külföldi karon és intézetben tartott előadást. Tudományos munkásságának területei a filozófia, a teológia és az irodalom. Számos szellemi elmélkedést és oktatást szolgáló művet adott ki. A tömeges imaösszejövetelek kezdeményezője. Tagja a Műfordítók Társaságának. Előadásokat tartott karközi ökumenikus szimpóziumokon, teológiai-lelkészi heteken és katolikus nyári és téli iskolákban, valamint tudományos és teológiai összejöveteleken otthon és külföldön. Tanulmányozta a kinyilatkoztatás, az eklézsiológia, a kereszténység eredetét, a teológiai ismeretelméletet, az ateizmus, a vallások és a kereszténység kapcsolatát, valamint az új vallási mozgalmakat. Több mint 500 pasztorális, lelki és teológiai-gyakorlati tartalmú tudományos és szakmai könyv, kézikönyv és cikk szerzője volt.

## Főbb művei
- Religionsloses Christentum, Zagreb, 1971.
- Oče. Upute i predlošci za kršćansku meditaciju, Zagreb, 1982.
- Susret sa živim Bogom, Zagreb, 1983.
- Budni budite i molite, Zagreb, 1986.
- 33 meditacije. Na putu do smisla, Zagreb, 1987.
- Vjerujem u Duha Svetoga, Slavonski Brod, 1987.
- Hoćeš li živjeti? Slavonski Brod, 1988.
- Marija, majka Crkve i majka naša, Slavonski Brod, 1988.
- Pođi za mnom, Zagreb, 1988.
- Za bolji svijet, Zagreb, 1989.
- Kršćanstvo u traganju za identitetom, Zagreb, 1990.
- U ime oca. Zagreb 1990.
- Bete, und du wirst leben, Neuler 1991.
- A vi ovako molite, Zagreb, 1992.
- Gott verändert, Pettenbach, 1993.
- Heilungsgebete, Neuberg 1993.
- Otmjenost duše, Zagreb, 1993.
- Povratak nade, Zagreb, 1993.
- Putevi puni nade, Zagreb, 1993.
- Tako je malo potrebno, Zagreb, 1993.
- Vnutorne oslobodenie a uzdravenie, Zvolen, 1993.
- Još se možeš vratiti, Zagreb, 1994.
- Molitva koja liječi, Zagreb, 1994.
- Hagioterapija – duhovna medicina, Zagreb, 1995.
- Isus iz Nazareta, povijesna osoba, Zagreb, 1995.
- Liječiti brak i obitelj, Zagreb, 1995.
- Profil evangelizatora, Zagreb, 1995.
- Smrt nije kraj, Zagreb, 1995.
- Duhovno pomoći čovjeku, Zagreb, 1996.
- Hagioterapija i pastoral Crkve, Zagreb, 1996.
- Ako oprostiš, Zagreb, 1997.
- Korijeni hagioterapije, Zagreb, 1997.
- Otkriće duhovne terapije, Zagreb, 1997.
- Smjernice za duhovni život Zajednice „Molitva i Riječ”, Zagreb, 1997.
- Za umorne, Zagreb, 1997.
- Zov i odgovor, Zagreb, 1997.
- Gdje je izlaz, Zagreb, 1998.
- Redovnica između Isusa i svijeta, Zagreb, 1998.
- Susret na križnom putu, Zagreb, 1998.
- Marijin križni put, Zagreb, 1999.
- Oaze života, Zagreb, 1999.
- Ovisnost i sloboda, Zagreb, 1999.
- Reinkarnacija i uskrsnuće, Zagreb, 1999.
- Agresivnost i povjerenje, Zagreb, 2000.
- Duh Sveti i karizmatski pokret, Zagreb, 2000.
- Tko je Bog, Zagreb, 2000.
- Tko je čovjek, Zagreb, 2000.
- Blagoslov nedjelje, Zagreb, 2001.
- Odvažnost u predanju, Zagreb, 2001.
- Dijagnoza duše i hagioterapija, Zagreb, 2002.